# San Giovanni Rotondo
San Giovanni Rotondo er en by i Apulien, Italien med 26.235 (2023) indbyggere.